# Meltwater Group
Die Meltwater Group ist ein Software as a Service (SaaS)-Unternehmen, das 2001 in Oslo gegründet wurde und derzeit von CEO John Box geleitet wird. Die erste Produktlösung wurde in Zusammenarbeit mit dem „Norwegian Computing Center“ entwickelt, das die Forschung initiiert und finanziert hat. Der Gründer Jørn Lyseggen hat neben der Meltwater Group bereits weitere Startup-Unternehmen gegründet. Seit 2001 hat Meltwater, gegründet als Magenta News, expandiert und mehr als 55 Standorte in Europa, Nordamerika, Fernost, Australien und Afrika aufgebaut. Mit seinem Hauptsitz in San Francisco bietet das Unternehmen Software-as-a-Service-Dienstleistungen für Geschäftskunden in unterschiedlichen Marktsegmenten.
Das Unternehmen beschäftigte 2017 rund 1.600 Mitarbeiter und betreut mehr als 26.000 Kunden weltweit.

## Geschichte und Akquisitionen
Meltwater wurde 2001 von Jørn Lyseggen und Gard Haugen mit einem Startkapital von nur 15,000 $ gegründet. Grundlage der Gründung von Meltwater war die Vision, Onlinenachrichten zu filtern, um daraus relevante Informationen und Erkenntnisse zu gewinnen. Mit dieser Geschäftsidee entwickelte sich Meltwater innerhalb kürzester Zeit zum Weltmarktführer im Bereich Media Monitoring. Das erste Produkt der Firma war ein Service, um Nachrichten zu clippen, der 100.000 Nachrichtenquellen scannte, um relevante Suchbegriffe für Geschäftskunden zu identifizieren.  Meltwater hat sich seitdem stetig weiterentwickelt. So wurde bereits zu den Anfängen der sozialen Netzwerke ein Social Media Monitoring in die bestehende Lösung integriert. Dadurch entstand die Meltwater Media Intelligence Plattform. Denn Unternehmen und Konsumenten hinterlassen täglich jede Menge Spuren im Netz – daraus entsteht Big Data, eine große Datenmasse. Meltwater investiert in Artificial Intelligence, um diese Daten zu analysieren, Trends zu identifizieren und relevante Insights zu generieren.
- 2005 wurde der Hauptsitz von Meltwater nach San Francisco verlegt und der Unternehmensname in Meltwater News geändert.[3]
- 2008 ermöglichte die Non-Profit Meltwater Foundation die Eröffnung der Entrepreneurial School of Technology (MEST) in Accra, Ghana, um dort Software-, Business- und weitere unternehmerische Schulungen für „Entrepreneurs in Training“ (EITs) anzubieten.[5][6][7]
- 2010 kündigte das Unternehmen die Veröffentlichung von Meltwater Press an, einer webbasierten Medienkontaktdatenbank, die mittels Natural Language Processing Technologie Journalisten mit ihren relevantesten Themen verbindet.[8]
- Nach der Akquisition der Social Media Monitoring Firma BuzzGain im Jahr 2010[3] und dem CRM-Software-Entwickler JitterJam im Februar 2011, veröffentlichte Meltwater das Social Marketing und Business Intelligence Tool Buzz Engage im Juni 2011.[9] Im August desselben Jahres akquirierte Meltwater die Echtzeit-Suchmaschine IceRocket, deren Funktionen in die Buzz Engage Plattform integriert wurden, welche anschließend Meltwater Buzz genannt wurde.[10][11]
- 2015 folgte der Launch einer neuen Media Intelligence Plattform namens „Meltwater“, die als vereinheitlichende Lösung diente, um die Arbeit im Marketing und im Business allgemein zu verbessern. Die Plattform vereinte ab diesem Zeitpunkt Insights aus Millionen von Online-Gesprächen und Dokumenten, die außerhalb der Schutzmauern von Unternehmen liegen.[12]
- Im März 2016 akquirierte Meltwater das Analytic Startup „Encore Alert“, dessen Funktionalität in Meltwaters Smart Alert Produkt integriert wurde.[13][14]
- Anfang 2017 akquirierte Meltwater „Wrapidity“, ein Spin-off-Unternehmen der Oxford University, um Media Monitoring mit Artificial Intelligence zu verknüpfen, sodass das automatisierte Extrahieren von unstrukturiertem, webbasierten Inhalten ermöglicht werden konnte.[15][16] Im selben Jahr akquirierte das Unternehmen die Datenfirma „Klarity“ aus Hong Kong,[17] den Media Monitoring Arm des Postmedia Networks „Infomart“, die Media Monitoring Firma „Encore Alerts“ und das Datenanalyse Startup „Cosmify“[18]. Im August 2017 akquirierte Meltwater das Unternehmen „Algo“ mittels einer Kombination aus Geldmitteln und Anteilen.[19]
- Im März 2018 kaufte Meltwater die Firma „DataSift“ auf.[20] Im April desselben Jahres folgte die Akquisition des Social Analytics Unternehmen „Sysomos“.[21]
- Im März 2021 kaufte Meltwater die Social Media Intelligence Firma „Linkfluence“.[22]
- Im April 2021 akquirierte Meltwater „Klear“, einen Social Influencer Hub-Anbieter.[23]
- Nicht viel später, im Juni 2021 gab Meltwater die Akquisition der Business Information Company „Owler“ bekannt.[24]
- Im November 2021 akquirierte Meltwater das Oxford University Spin-off „DeepReason.ai“.[25]

Damit ist Meltwater Vorreiter der Branche.

## Non-Profit
Die Meltwater Foundation ist eine vom Unternehmen ins Leben gerufene Non-Profit-Organisation, die die Meltwater Entrepreneurial School of Technology (MEST) finanziert. MEST bietet ein zweijähriges postgraduiertes Ausbildungsprogramm im Bereich Softwareunternehmertum für ghanaische Hochschulabsolventen an.

## Rechtsstreit
Meltwater führte vor dem britischen Copyright Tribunal einen Rechtsstreit gegen die englische Newspaper Licensing Agency (NLA). Diese hat ihr ursprünglich auf den Printbereich beschränktes Lizenzmodell auf Onlinemedien ausgedehnt, was Meltwater als ungerechtfertigt betrachtet. Eine Entscheidung wurde für Februar 2011 erwartet.
Mitte März 2010 entschied das Copyright Tribunal in einer Zwischenentscheidung zugunsten von Meltwater und erlegte der NLA die Verfahrenskosten auf. Die London Times Online – ihrerseits nicht Teil der NLA-Lizenz – hat eigenständig begonnen, den Zugriff der Webcrawler von Meltwater auf ihre Seite zu blockieren.